# TL494
TL494，是一种开关电源脉宽调制（PWM）控制芯片。

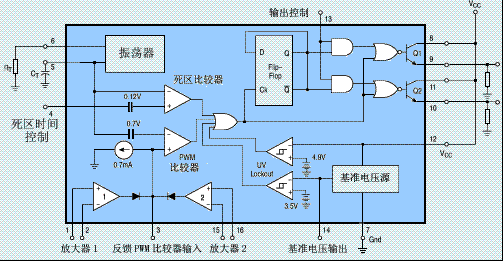
图示

## 技术規格
- 调制方式：定频调宽
- 控制模式：电压模式
- 最高额定频率：300000Hz
- 输出端口：双端交错
- 每端最大占空比：45%
- 封装：SOP-16, DIP-16
- 常用拓扑：Buck、推挽、半桥

## 历史和现状
TL494于1980年代初由德州仪器公司设计并推出，推出后立刻得到市场的广泛接受，尤其是在PC机的ATX半桥电源上。直至今日，仍有相当比例的PC机电源基于TL494芯片。多年来，作为最廉价的双端PWM芯片，TL494在双端拓扑，如推挽和半桥中应用极多。由于其较低的工作频率以及单端的输出端口特性，它常配合功率双极性晶体管（BJT）使用，如用于配合功率MOSFET则需外加电路。
TL494已成为一种工业标准芯片，由很多家集成电路厂商生产。它也被命名为其他型号，如飞兆（Fairchild，又称仙童）公司将它的TL494兼容芯片命名为KA7500。
虽然TL494的架构被历史证明极为优秀，但由于其老旧的工艺、低频率、以及缺乏新的节能特性，它正在高端市场面临着淘汰。至2008年，几乎没有售价高于人民币300元的开关电源使用TL494作为主控芯片了，尽管低端、中端市场仍然大量采用。

## 工作部件及原理
5V基准源 
TL494内置了基于带隙原理的基准源，基准源的稳定输出电压为5V，条件是VCC电压在7V以上，误差在100mV之内。基准源的输出引脚是第14脚 REF.
 锯齿波振荡器 
TL494内置了线性锯齿波振荡器，产生0.3~3V的锯齿波。振荡频率可通过外部的一个电阻Rt和一个电容Ct进行调节，其振荡频率为：f=1/RtCt，其中Rt的单位为欧姆，Ct的单位为法拉。锯齿波可以在Ct引脚测量到。
 运算放大器 
TL494集成了两个单电源供电的运算放大器。运算放大器传递函数为ft(ni,inv)=A(ni-inv)，但不能越出输出摆幅。一般电源电路中，运放接成闭环运行。少数特殊情况下使用开环，由外界输入信号。
两个运放的输出端分别接一个二极管，和COMP引脚以及后级电路（比较器）相连接。这保证了两个运放中较高的输出进入后级电路。
 比较器 
运算放大器输出的信号（COMP引脚）在芯片内部进入比较器正输入端，和进入负输入端的锯齿波比较。当锯齿波高于COMP引脚的信号时，比较器输出0，反之则输出1.
 脉冲触发器 
脉冲触发器在锯齿波的下降沿且比较器输出1时导通，令两个中的一个输出端（依次轮流）片内三极管导通，并在比较器输出降到0时截止。
 静区时间比较器 
静区（直译死区）时间由Dead Time Control引脚4设置，它通过一个比较器对脉冲触发器实行干扰，限制最大占空比。可设置的每端占空比上限最高为45%，在工作频率高于150KHz时占空比上限是42%左右。（当DTC引脚电平被设为0时）
 时序图 

## 示例设计
注意：以下的示例设计是过于陈旧的。新的设计有更高的效率和更低的成本。
ATX半桥电源
Buck拓扑稳压电源